# Stadensen
Stadensen ist ein Ortsteil der Gemeinde Wrestedt im Landkreis Uelzen, Niedersachsen.

## Geschichte
Am 1. Juli 1972 wurden die Gemeinden Breitenhees, Kallenbrock, Nettelkamp und Nienwohlde eingegliedert. Zu Stadensen gehörten auch Hamborg und Klein London sowie der Wohnplatz Streuberg. Am 1. November 2011 wurde die Gemeinde aufgelöst und mit Wrestedt und Wieren zur neuen Gemeinde Wrestedt zusammengeschlossen.

## Sport
- SV Stadensen (Herren-Fußballmannschaft in der Kreisliga Uelzen)
- TSV Nettelkamp (Handball, Badminton)
- DLRG-Ortsgruppe Stadensen e. V.

## Wirtschaft und Infrastruktur

### Verkehr
Durch das Ortsgebiet verlaufen die Bundesstraße 4 Hamburg–Braunschweig und die Bundesstraße 191 Celle–Uelzen.
Der nächste Bahnhof ist in Stederdorf (Ortsteil von Wrestedt), von wo aus Züge nach Uelzen, Braunschweig und Magdeburg fahren.

### Öffentliche Einrichtungen
Eine Interessengemeinschaft betreibt als Verein das Sommerbad Stadensen.